# 韓国サッカーのリーグ構成
韓国サッカーのリーグ構成（かんこくサッカーのリーグこうせい）では、韓国のサッカーのリーグ構成について記述する。

## 男子リーグ

### プロリーグ
大韓民国においてのサッカーリーグは1982年まで企業（実業団）が主体によって構成されていたが、韓国代表のよりいっそうのレベルアップ化とリーグ戦の質の向上を図ることを目指し、1979年に大韓民国サッカー協会会長に就任した崔淳永が目標と公約に掲げた「サッカーリーグのプロ化」の推進、また全斗煥大統領の民主化政策の推進を求める動きもあいまって、韓国の大手財閥にプロサッカーチームの結成を呼びかける動きが高まり、1983年に第1回「韓国サッカースーパーリーグ」を発足させる。
この第1回韓国サッカースーパーリーグは公式にはプロリーグと位置づけられながらも、参加した5クラブのうち実際に完全なプロチームは2クラブのみであり、残り3クラブはアマチュアだったため「セミプロ」（プロ・アマオープンリーグ）という位置づけであった。このような状態となったのは、当時夏季オリンピックやアジア競技大会などではプロ選手が出場できない（アマチュアのみ）規定があったためでその強化策の一環とされた。その後各クラブのプロ化などが進み、1987年に完全プロリーグ化となって「韓国プロサッカー選手権大会（韓国プロリーグ）」となった。
その後1993年に「コリアン・リーグ」と名称を変更。日本のJリーグ発足への影響を受けて、「Kリーグ」という呼称を採用すると共に、地域密着型のクラブ経営を実施するようにまでなった。
Kリーグでは長年2部リーグ相当のクラスとしては「実業団リーグ」というのが存在したが、将来のKリーグとの入れ替え（入れ替え戦含む）の実現へ向けた取り組みとして、2003年に「K2リーグ」と名称を変更。更に2006年から「Nリーグ（ナショナルサッカーリーグ）」と改めると共に、段階を追ってKリーグの完全な2部リーグ化を進めるため、同年度から優勝クラブを対象にKリーグへの自動昇格の権利を与える制度を実施し、2006年の「高陽国民銀行サッカー部」と2007年の「蔚山現代尾浦造船サッカー部」がこれを利用してKリーグへの昇格権利を得たものの、共に昇格を拒否したことから、自動昇格制度はこの2年で廃止となり、この制度が事実上「形骸（有名無実）化」状態となってしまった。
しかし、アジアサッカー連盟からAFCチャンピオンズリーグの出場枠制限を敷くなどの見直しから、入れ替え制度について検討を勧告することになり、2013年度をめどに、完全な1・2部入れ替え制度を採用する方向で調整を進めることになった。その一環として、2012年は「スプリットシステム」という予選リーグ+決勝リーグの2部構成で行うことになり、決勝リーグ・下位グループにおいての成績下位の最大4チームが2部へ降格する方式を取る。ただしプロのみ（Kリーグとして）での1・2部制を導入して行うか、それともKリーグと現行の実質的な2部リーグであるアマチュアのNリーグの間での入れ替えになるのかについては2012年11月まで未定だったが、2部はNリーグ以下の下部リーグに加盟するクラブなどに新規参加クラブの募集をかけ、Nリーグ4チームとチャレンジャースリーグ1チーム、またこれまでは若手育成のRリーグに参加しており、クラス別カテゴリーのリーグへ参加していなかった韓国警察庁サッカー団が新規参加し、1部制のKリーグで2012年に成績上降格した2クラブ（後述の金泉尚武FCも成績面での降格扱い）を含めた8チームとすることが決まった。
なお、尚州尚武フェニックスFCについては、元から軍隊チームでAFCから「プロチームではない」として、Kリーグでも正会員として認めていなかったため、かりにKリーグに残っていた場合はACLの韓国からの出場枠剥奪の可能性があったため2013年は成績に関係なく強制的に2部リーグ以下に降格するとしていたが、降格先のクラスが「（プロのみの1・2部制導入の場合の）Kリーグの2部」なのか、Nリーグなのかは未定だった。しかし韓国プロサッカー連盟は一度はNリーグに降格させる処置をとった。2012年については残りの試合は引き続き参加する権利があったが、抗議の意味合いでそれを辞退することになった。その後Kリーグチャレンジ（2部）への加盟となった。

### セミプロリーグ
K3リーグ（K3리그）は韓国の成人アマチュアリーグである。2007年の発足時、KリーグとNリーグに次ぐ3部のリーグという意味を込めて「K3リーグ」と名付けられた。最初の年の参加は10チームであった。2011年には "挑戦者" の意味を持つ「チャレンジャーズリーグ」に改称したが、2013年に始まったプロリーグ2部の "Kリーグチャレンジ" との差別化を図るため、2015年から「K3リーグ」の名称を再度使用することになった。2017年からは上位リーグ（アドバンス、어드밴스、ADVANCED）と下位リーグ（ベーシック、베이직、BASIC）の2部制となり、それらの間で昇降格が行われるようになった。

### アマチュアリーグ
ディビジョンリーグ（디비전리그）は、サッカーの底辺を拡大する目的で発足した成人同好チームのリーグである。韓国の大人のサッカーリーグの最も下に位置する。2017年にディビジョン7リーグが発足し、2018年にはディビジョン7で優秀な成績を収めたチームが参加してディビジョン6リーグが始まった。2019年にはディビジョン5まで拡大して、アマチュアリーグを完成する計画である。 ディビジョン7は全国160の市・郡・区単位で行われ、ディビジョン6は全国26の市・道単位で行われる。

## 女子リーグ
女子サッカーはこれまでも韓国で大会は存在していたが、男子のような本格的なリーグ戦の創設はまだ実現していなかった。しかし、2008年にWKリーグ（韓国女子サッカーリーグ）が創設され、当初はプレ大会と位置づけて4チーム、その後2009年に6チームで公式大会に昇格。2011年には8チームに拡大して行われるようになった。女子のリーグ戦は基本的に企業チームで構成されており、男子のKリーグと日程が重複しないように原則として月曜日に韓国各地を巡回するセントラル開催形式に準じた方法で行っている。

## リーグ構成とチーム数

### 男子サッカー
- Kリーグ1（1部）- 12クラブ[4]
- Kリーグ2（2部）- 13クラブ[5]
- K3リーグ（3部）- 16クラブ
- K4リーグ（4部）- 13クラブ
- K5リーグ（5部）- 66クラブ（11地域）
- K6リーグ（6部）- 199クラブ（31地域）
- K7リーグ（7部）- 1127クラブ（178地域）
- 地域大会[3]
  - プロリーグ（Kリーグ1とKリーグ2）、セミプロリーグ（K3リーグとK4リーグ）、アマチュアリーグ（K5リーグ〜K7リーグ）内では昇降格制度があるが、プロリーグとセミプロリーグ間（Kリーグ2とK3リーグ）やセミプロリーグとアマチュアリーグ（K4リーグとK5リーグ）間における昇降格制度は設けられていない。ただし、2026年シーズンからこれらについても昇降格が導入される予定である[6][7][8]。
  - 他方で、若手育成のためのKリーグのサテライト組織「Rリーグ」が15チーム（中部リーグ7チーム、南部リーグ8チーム）参加で行われているが[9]、こちらは地域リーグや上記全国リーグのピラミッドとは別枠である。

### 女子サッカー
- WKリーグ（1部）- 8クラブ[10]
- 地域リーグ（2部）- 24クラブ
  - 3部以下のリーグは無い。